# ウパニシャッド
ウパニシャッド（梵: उपनिषद्、IAST: Upaniṣad 、発音 [ˈʊpɐnɪʂɐd]）は、サンスクリットで書かれたヴェーダの関連書物。一般には奥義書と訳される。

## 概要
約200以上ある書物の総称である。各ウパニシャッドは仏教以前から存在したものから、16世紀に作られたものまであり、成立時期もまちまちである。もっとも、ウパニシャッドの最も独創的要素は、仏教興起以前に属するので、その中心思想は遅くとも西暦前7世紀ないし前6世紀に遡る。
ウパニシャッドの語源について、「近くに座す」ととるのが一般的である。それが秘儀・秘説といった意味になり、現在のような文献の総称として用いられるようになったと広く考えられている。
後世の作であるムクティカー・ウパニシャッドにおいて108のウパニシャッドが列記されていることから、108のウパニシャッドが伝統的に認められてきた。その中でも10数点の古い時代に成立したものを特に古ウパニシャッドと呼ぶ。多くの古ウパニシャッドは紀元前500年以前に成立し、ゴータマ・ブッダ以前に成立したものと、ゴータマ・ブッダ以後に成立したものとある。古ウパニシャッドはバラモン教の教典ヴェーダの最後の部分に属し、ヴェーダーンタとも言われる。
ウパニシャッドの中心は、ブラフマン（宇宙我）とアートマン（個人我）の本質的一致（梵我一如）の思想である（ウパニシャッド哲学）。ただし、宇宙我は個人我の総和ではなく、自ら常恒不変に厳存しつつ、しかも無数の個人我として現れるものと考えられたとされる。

## 古ウパニシャッド
成立時期によって、以下に分類される。
初期紀元前800年から紀元前500年にかけて成立。古散文ウパニシャッド。
中期紀元前500年から紀元前200年にかけて成立。韻文ウパニシャッド。
後期紀元前200年以降に成立。新散文ウパニシャッド。

### 古ウパニシャッド一覧

#### 初期
- ブリハッド・アーラニヤカ・ウパニシャッド：白ヤジュル・ヴェーダ：初期 第1期
ヤージュニャヴァルキヤの教えが含まれる。
- チャーンドーギヤ・ウパニシャッド：サーマ・ヴェーダ：初期 第1期
シャーンディリヤやウッダーラカ・アールニの思想など。
- タイッティリーヤ・ウパニシャッド：黒ヤジュル・ヴェーダ：初期 第2期
- アイタレーヤ・ウパニシャッド：リグ・ヴェーダ：初期 第2期
- カウシータキ・ウパニシャッド：リグ・ヴェーダ：初期 第2期
- ケーナ・ウパニシャッド：サーマ・ヴェーダ：初期 第3期

#### 中期
- カタ・ウパニシャッド（カータカ・ウパニシャッド）：黒ヤジュル・ヴェーダ：中期（紀元前350年から紀元前300年頃）
- イーシャー・ウパニシャッド：白ヤジュル・ヴェーダ：中期
- シュヴェーターシュヴァタラ・ウパニシャッド：黒ヤジュル・ヴェーダ：中期（紀元前300年から紀元前200年頃）
- ムンダカ・ウパニシャッド：アタルヴァ・ヴェーダ：中期

#### 後期
- プラシュナ・ウパニシャッド：アタルヴァ・ヴェーダ：後期
- マイトリー・ウパニシャッド(マイトラーヤニーヤ・ウパニシャッド)：黒ヤジュル・ヴェーダ：後期（紀元前200年頃）
- マーンドゥーキヤ・ウパニシャッド：アタルヴァ・ヴェーダ：後期（1年から200年頃）

## 日本語訳

### 完訳
- 湯田豊『ウパニシャッド　翻訳および解説』大東出版社、2000年。ISBN 4-500-00656-7。
上記一覧に挙げられている13ウパニシャッドの全訳。 ※以下の抄訳本および「ウパニシャッドの思想中村元」（春秋社）と照合した結果、1部欠落箇所アリ。

### 抄訳
- 服部正明『ウパニシャッド』中央公論社〈世界の名著1, 中公バックス〉、1979年。ISBN 412400611X。
  - 服部正明『ウパニシャッド』中央公論社〈世界の名著1〉、1969年。
ブリハッド・アーラニヤカ、チャーンドーギヤ、カウシータキ、カタ（全訳）の主要4ウパニシャッドの抄訳（一部全訳）。
- 岩本裕『原典訳 ウパニシャッド』筑摩書房〈ちくま学芸文庫〉、2013年。ISBN 4-480-09519-5。
  - 岩本裕『ウパニシャッド』筑摩書房〈世界古典文学全集3〉、1967年。
ブリハッド・アーラニヤカ、チャーンドーギヤ（全訳）、カウシータキ、カタ（全訳）、プラシュナ（全訳）の主要5ウパニシャッドの抄訳（一部全訳）。
- 佐保田鶴治『ウパニシャッド』平河出版社、1979年。ISBN 4892030260。
上記一覧の13ウパニシャッドの内、ケーナだけを除いた主要12ウパニシャッドの抄訳。

- 日野紹運、奥村文子『ウパニシャッド』日本ヴェーダンタ協会、2009年。ISBN 4931148409。

上記一覧の13ウパニシャッドの内、カウシータキ、マイトリーを除き、カイヴァルヤを追加した主要12ウパニシャッドの抄訳。
- 向井田みお『やさしく学ぶYOGA哲学 ウパニシャッド』アンダーザライト YOGA BOOKS、2016年。ISBN 9784904980170。

カタ、ケーナ、カイヴァルヤに、全ウパニシャッドの入門編となるタットヴァボーダを加えたサンスクリット原文対訳。

## ウパニシャッド哲学
ウパニシャッド哲学（ウパニシャッドてつがく）は、古代インドの後期ヴェーダ時代（紀元前1000年 - 紀元前500年）の文献『ウパニシャッド』にもとづく哲学である。バラモン教が形式的になり、バラモンが単に祭祀を司る役割だけになっていることを批判し、内面的な思索を重視し真理の探究をすすめる動きが出てきた。それがウパニシャッド哲学であり、ヴェーダの本来の姿である宇宙の根元について思惟し、普遍的な真実、不滅なものを追求した。ウパニシャッド哲学によると宇宙の根源であるブラフマン（梵）と人間の本質であるアートマン（我）とを考え、この両者が究極的に同一であることを認識すること（梵我一如）が真理の把握であり、その真理を知覚することによって輪廻の業（ごう）、すなわち一切の苦悩を逃れて解脱に達することができると考えている。後期ヴェーダ時代に現れたこの内面的思索の重視と、業・輪廻の死生観は、次の時代にバラモン教に対抗する二つの宗教（仏教とジャイナ教）を誕生させた。